# نشان زخم
نشان زخم (آلمانی: Verwundetenabzeichen) یک تزئین نظامی آلمان بود که اولین بار توسط ویلهلم دوم، امپراتور آلمان در ۳ مارس ۱۹۱۸ انتشار داده شد و به سربازان ارتش آلمان که در طول جنگ جهانی اول زخمی شده بودند، اعطا می‌شد.